# 100 mètres nage libre masculin aux Jeux olympiques d'été de 2024
Cet article traite de l'épreuve masculine. Pour la compétition féminine, voir 100 mètres nage libre féminin aux Jeux olympiques d'été de 2024.
Navigation
Tokyo 2020 Los Angeles 2028
Le 100 mètres nage libre masculin est une épreuve de natation des Jeux olympiques d'été de 2024 qui a lieu les 30 et 31 juillet 2024 à la Paris La Défense Arena. 

## Médaillés
| Or               | Or      | Argent              | Argent  | Bronze               | Bronze  |
| Pan Zhanle (CHN) | 46 s 40 | Kyle Chalmers (AUS) | 47 s 48 | David Popovici (ROU) | 47 s 49 |

## Records
Avant cette compétition, les records dans cette discipline étaient :
| Record du monde  | 46.80 | Pan Zhanle           | 11 février 2024 | Doha, Qatar  |
| Record olympique | 47.05 | Caeleb Dressel (USA) | 29 juillet 2021 | Tokyo, Japon |

Au cours de cette compétition, les records suivants ont été battus :
| Record du monde  | 46.40 | Pan Zhanle (CHN) | 31 juillet 2024 | Paris, France |
| Record olympique | 46.40 | Pan Zhanle (CHN) | 31 juillet 2024 | Paris, France |

## Calendrier
| Date                | Horaire | Manche       |
| ------------------- | ------- | ------------ |
| Mardi 30 juillet    | 11 h 00 | Séries       |
| Mardi 30 juillet    | 20 h 30 | Demi-finales |
| Mercredi 31 juillet | 22 h 40 | Finale       |

## Résultats détaillés

### Séries éliminatoires
Les seize meilleurs temps se qualifient pour les demi-finales (Q).
| Rang | Série | Ligne | Athlète                                | Pays                      | Temps   | Remarque   |
| ---- | ----- | ----- | -------------------------------------- | ------------------------- | ------- | ---------- |
| 1    | 8     | 4     | Jack Alexy                             | États-Unis                | 47.57   | Q          |
| 2    | 8     | 5     | Maxime Grousset                        | France                    | 47.70   | Q          |
| 3    | 9     | 4     | David Popovici                         | Roumanie                  | 47.92   | Q          |
| 4    | 9     | 3     | Nándor Németh                          | Hongrie                   | 47.93   | Q          |
| 5    | 8     | 6     | Jordan Crooks                          | Îles Caïmans              | 48.01   | Q          |
| 6    | 10    | 5     | Kyle Chalmers                          | Australie                 | 48.07   | Q          |
| 7    | 8     | 3     | Alessandro Miressi                     | Italie                    | 48.24   | Q          |
| 8    | 9     | 5     | Chris Guiliano                         | États-Unis                | 48.25   | Q          |
| 8    | 10    | 2     | Josha Salchow                          | Allemagne                 | 48.25   | Q          |
| 10   | 9     | 6     | Andrej Barna                           | Serbie                    | 48.34   | Q          |
| 10   | 10    | 6     | Joshua Liendo                          | Canada                    | 48.34   | Q          |
| 12   | 10    | 7     | Guilherme Caribé                       | Brésil                    | 48.35   | Q          |
| 13   | 8     | 7     | Velimir Stjepanović                    | Serbie                    | 48.40   | Q          |
| 13   | 10    | 3     | Matthew Richards                       | Grande-Bretagne           | 48.40   | Q          |
| 13   | 10    | 4     | Pan Zhanle                             | Chine                     | 48.40   | Q          |
| 16   | 8     | 2     | Hwang Sun-woo                          | Corée du Sud              | 48.41   | Q, forfait |
| 17   | 10    | 8     | William Yang                           | Australie                 | 48.46   | Q, repêché |
| 18   | 9     | 1     | Jacob Whittle                          | Grande-Bretagne           | 48.47   |            |
| 19   | 7     | 8     | Sergio de Celis                        | Espagne                   | 48.49   |            |
| 20   | 8     | 1     | Danas Rapšys                           | Lituanie                  | 48.53   |            |
| 21   | 7     | 6     | Tomer Frankel                          | Israël                    | 48.66   |            |
| 22   | 10    | 1     | Wang Haoyu                             | Chine                     | 48.79   |            |
| 23   | 7     | 4     | Sean Niewold                           | Pays-Bas                  | 48.82   |            |
| 23   | 7     | 5     | Rafael Fente-Damers                    | France                    | 48.82   |            |
| 23   | 9     | 8     | Leonardo Deplano                       | Italie                    | 48.82   |            |
| 26   | 5     | 5     | Lamar Taylor                           | Bahamas                   | 48.84   |            |
| 26   | 6     | 4     | Mikèl Schreuders                       | Aruba                     | 48.84   |            |
| 28   | 9     | 7     | Diogo Ribeiro                          | Portugal                  | 48.88   |            |
| 29   | 7     | 2     | Yuri Kisil                             | Canada                    | 49.06   |            |
| 30   | 6     | 5     | Ralph Daleiden                         | Luxembourg                | 49.12   |            |
| 31   | 7     | 7     | Cameron Gray                           | Nouvelle-Zélande          | 49.24   |            |
| 32   | 7     | 1     | Jorge Iga                              | Mexique                   | 49.28   |            |
| 33   | 8     | 8     | Nikola Miljenić                        | Croatie                   | 49.34   |            |
| 34   | 7     | 3     | Dylan Carter                           | Trinité-et-Tobago         | 49.35   |            |
| 35   | 9     | 2     | Marcelo Chierighini                    | Brésil                    | 49.38   |            |
| 36   | 6     | 7     | Jakub Majerski                         | Pologne                   | 49.44   |            |
| 37   | 6     | 2     | Alberto Mestre                         | Venezuela                 | 49.51   |            |
| 38   | 6     | 3     | Jonathan Tan                           | Singapour                 | 49.60   |            |
| 39   | 6     | 1     | Daniel Gracík                          | Tchéquie                  | 49.65   |            |
| 40   | 6     | 6     | Björn Seeliger                         | Suède                     | 49.70   |            |
| 41   | 6     | 8     | Adilbek Mussin                         | Kazakhstan                | 49.92   |            |
| 42   | 5     | 3     | Simon Doueihy                          | Liban                     | 50.10   |            |
| 43   | 4     | 1     | Nikolas Antoniou                       | Chypre                    | 50.35   |            |
| 44   | 4     | 3     | Jayhan Odlum-Smith                     | Sainte-Lucie              | 50.39   |            |
| 44   | 4     | 5     | Yousuf Al-Matrooshi                    | Émirats arabes unis       | 50.39   |            |
| 46   | 5     | 4     | Jack Kirby                             | Barbade                   | 50.42   |            |
| 47   | 4     | 4     | Leo Nolles                             | Uruguay                   | 50.58   |            |
| 48   | 5     | 8     | Samyar Abdoli                          | Iran                      | 50.63   |            |
| 49   | 5     | 6     | Dulyawat Kaewsriyong                   | Thaïlande                 | 50.64   |            |
| 50   | 4     | 8     | Enkhtamir Batbayar                     | Mongolie                  | 50.81   |            |
| 51   | 4     | 2     | Matthieu Seye                          | Sénégal                   | 50.84   |            |
| 52   | 4     | 6     | Harry Stacey                           | Ghana                     | 51.12   |            |
| 53   | 3     | 6     | Zaid Al-Sarraj                         | Arabie saoudite           | 51.21   |            |
| 54   | 4     | 7     | Kyle Abeysinghe                        | Sri Lanka                 | 51.42   |            |
| 55   | 5     | 7     | Ian Ho                                 | Hong Kong                 | 51.46   |            |
| 56   | 5     | 2     | Artur Barseghyan                       | Arménie                   | 51.54   |            |
| 57   | 5     | 1     | Javier Núñez                           | République dominicaine    | 51.55   |            |
| 58   | 3     | 4     | Adell Sabovic                          | Kosovo                    | 51.77   |            |
| 59   | 3     | 1     | Alexander Shah                         | Népal                     | 51.91   | NR         |
| 60   | 2     | 5     | Ovesh Purahoo                          | Maurice                   | 52.22   |            |
| 61   | 3     | 5     | Musa Zhalayev                          | Turkménistan              | 52.29   |            |
| 62   | 3     | 7     | Grisi Koxhaku                          | Albanie                   | 52.32   |            |
| 63   | 3     | 8     | Mohamad Zubaid                         | Koweït                    | 52.35   |            |
| 64   | 3     | 3     | Henrique Mascarenhas                   | Angola                    | 52.52   |            |
| 65   | 2     | 4     | Nixon Hernández                        | Salvador                  | 52.73   |            |
| 66   | 3     | 2     | Johann Stickland                       | Samoa                     | 52.94   |            |
| 67   | 2     | 3     | Antoine De Lapparent                   | Cambodge                  | 52.95   |            |
| 68   | 2     | 2     | Irvin Hoost                            | Suriname                  | 52.99   |            |
| 69   | 2     | 6     | Samiul Islam Rafi                      | Bangladesh                | 53.10   |            |
| 70   | 2     | 7     | Issa Al-Adawi                          | Oman                      | 53.19   |            |
| 71   | 2     | 1     | Collins Saliboko                       | Tanzanie                  | 53.38   |            |
| 72   | 1     | 4     | Josh Tarere                            | Papouasie-Nouvelle-Guinée | 53.85   |            |
| 73   | 1     | 6     | Phone Pyae Han                         | Birmanie                  | 55.56   |            |
| 74   | 1     | 3     | Sangay Tenzin                          | Bhoutan                   | 56.08   |            |
| 75   | 2     | 8     | Yousef Abubaker                        | Libye                     | 56.19   |            |
| 76   | 1     | 5     | Alexien Kouma                          | Mali                      | 56.34   |            |
| 77   | 1     | 2     | Johnathan Silas                        | Vanuatu                   | 59.38   | NR         |
| 78   | 1     | 7     | Giorgio Armani Nguichie Kamseu Kamogne | Cameroun                  | 1:03.42 |            |
| 79   | 1     | 1     | Hadji Hassane                          | Comores                   | 1:07.21 |            |

### Demi-finales
Les huit meilleurs temps se qualifient pour la finale (F).
| Rang | Série | Ligne | Athlète             | Pays            | Temps | Remarque |
| ---- | ----- | ----- | ------------------- | --------------- | ----- | -------- |
| 1    | 2     | 8     | Pan Zhanle          | Chine           | 47.21 | F        |
| 2    | 1     | 3     | Kyle Chalmers       | Australie       | 47.58 | F        |
| 3    | 1     | 5     | Nándor Németh       | Hongrie         | 47.61 | F        |
| 4    | 1     | 4     | Maxime Grousset     | France          | 47.63 | F        |
| 5    | 2     | 5     | David Popovici      | Roumanie        | 47.66 | F        |
| 6    | 2     | 4     | Jack Alexy          | États-Unis      | 47.68 | F        |
| 7    | 1     | 6     | Chris Guiliano      | États-Unis      | 47.72 | F        |
| 8    | 2     | 2     | Josha Salchow       | Allemagne       | 47.94 | F        |
| 9    | 2     | 6     | Alessandro Miressi  | Italie          | 47.95 |          |
| 10   | 1     | 7     | Guilherme Caribé    | Brésil          | 48.03 |          |
| 11   | 2     | 7     | Joshua Liendo       | Canada          | 48.06 |          |
| 12   | 1     | 1     | Matthew Richards    | Grande-Bretagne | 48.09 |          |
| 13   | 2     | 3     | Jordan Crooks       | Grande-Bretagne | 48.10 |          |
| 14   | 1     | 2     | Andrej Barna        | Serbie          | 48.11 |          |
| 15   | 1     | 8     | William Yang        | Australie       | 48.42 |          |
| 16   | 2     | 1     | Velimir Stjepanović | Serbie          | 48.78 |          |

### Finale
| Rang                                | Ligne | Athlète         | Pays       | Temps | Remarque |
| ----------------------------------- | ----- | --------------- | ---------- | ----- | -------- |
| Médaille d'or, Jeux olympiques      | 4     | Pan Zhanle      | Chine      | 46.40 | WR       |
| Médaille d'argent, Jeux olympiques  | 5     | Kyle Chalmers   | Australie  | 47.48 |          |
| Médaille de bronze, Jeux olympiques | 2     | David Popovici  | Roumanie   | 47.49 |          |
| 4                                   | 3     | Nándor Németh   | Hongrie    | 47.50 |          |
| 5                                   | 6     | Maxime Grousset | France     | 47.71 |          |
| 6                                   | 8     | Josha Salchow   | Allemagne  | 47.80 | NR       |
| 7                                   | 7     | Jack Alexy      | États-Unis | 47.96 |          |
| 8                                   | 1     | Chris Guiliano  | États-Unis | 47.98 |          |